# Franko Grgić
Franko Grgić (Split, 31 de enero de 2003) es un deportista croata que compite en natación, especialista en el estilo libre. Ganó dos medallas de oro en el Campeonato Mundial Junior de Natación de 2019, en las pruebas de 800 m libre y 1500 m libre. Logró un tiempo de 14:46.09 en el Campeonato Mundial Juvenil, rompiendo el récord anterior de estilo libre de 1500 m a los 16 años, previamente obtenido por el australiano Mack Horton. Obtuvo dos medallas de oro en los 400 m estilo libre y los 1500 m estilo libre en el Festival Olímpico de Verano de la Juventud Europea (EYOF) de 2019 en Bakú, Azerbaiyán. En 2019 fue nominado al Premio Piotr Nurowski “Mejor Atleta Joven Europeo” otorgado por los Comités Olímpicos Europeos, posteriormente obtuvo el segundo lugar. En el mismo año fue premiado como el mejor joven atleta croata por la revista Sportske Novosti.